# Еш (літера)
Ʃ, ʃ (еш) — літера розширеної латиниці, символ МФА. Її рядкова форма схожа на довгу S або знак інтеграла. В Африканському алфавіті в якості великої форми використовувалася велика грецька сигма. У пізнішому Африканському еталонному алфавіті використовувалася велика форма, яка виглядає як широка рядкова (). Рядкова форма була введена Пітман, Айзек Айзеком Пітманом в фонотипічний алфавіт для позначення глухого постальвеолярного спіранта (англійське sh ). Зараз використовується в Міжнародний фонетичний алфавіт і в алфавітах кількох африканських мов.

## Див також
- Список латинських букв
- Довга S
- Еж